# Hallstahammar (Gemeinde)
Koordinaten: 59° 37′ N, 16° 14′ O

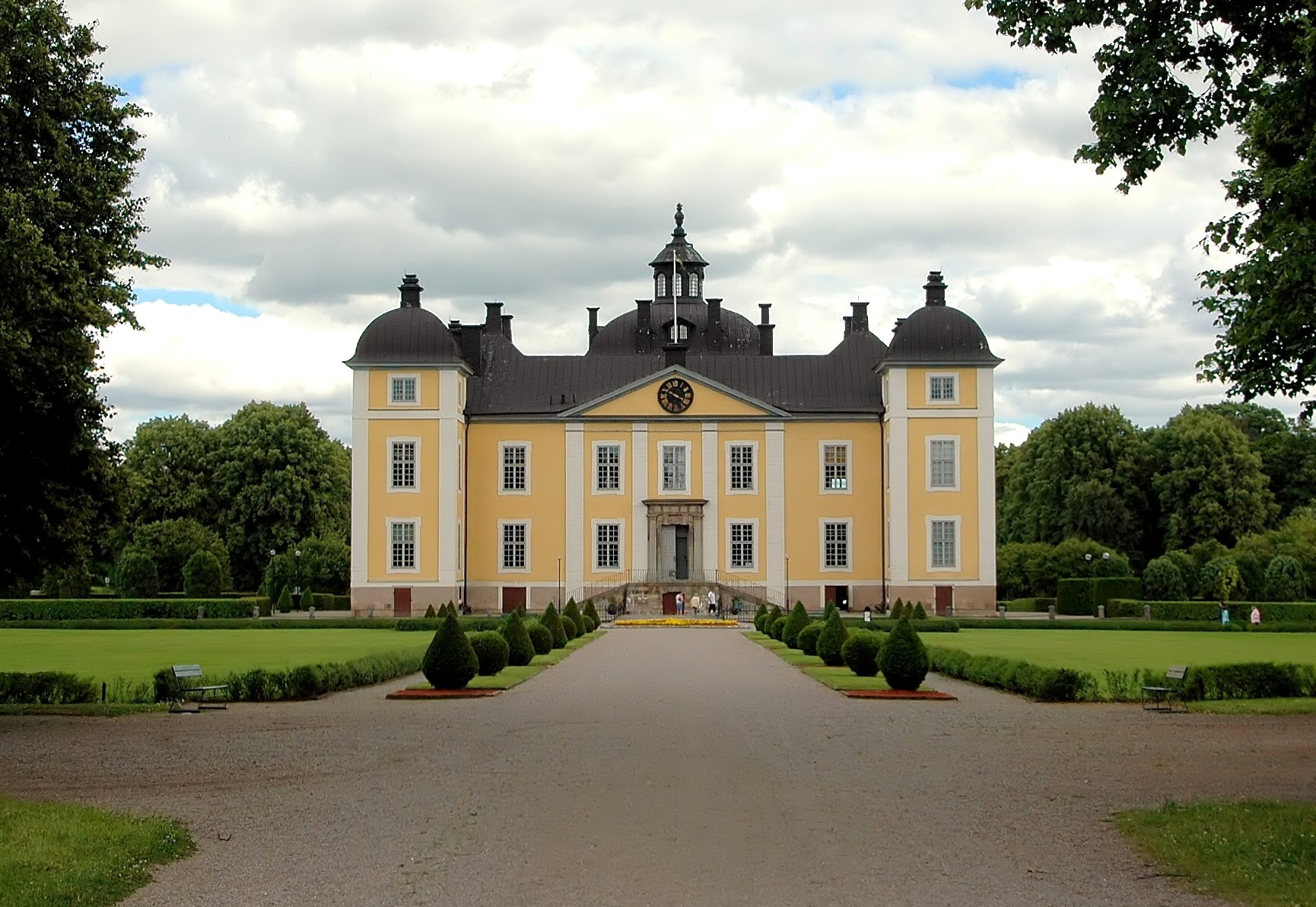
Schloss Strömsholm

Hallstahammar ist eine Gemeinde (schwedisch kommun) in der schwedischen Provinz Västmanlands län und der historischen Provinz Västmanland. Der Hauptort der Gemeinde ist Hallstahammar.
Durch die Gemeinde führt die Europastraße 18 von Stockholm nach Oslo sowie die Eisenbahnstrecken Kolbäck–Oxelösund und Stockholm–Örebro.

## Geographie
Die Gemeinde ist flächenmäßig eine der kleinsten Gemeinden Schwedens und erstreckt sich längs des Flusses Kolbäcksån, der im Gemeindegebiet zahlreiche Stromschnellen bildet und bei Strömsholm in den Mälaren mündet. Die Stromschnellen Sörkvarnsforsen sind als Naturreservat geschützt. Parallel zum Fluss zieht sich der Strömsholm-Kanal. Strömsholm im Süden der Gemeinde wird durch das Schloss Strömsholm dominiert, das heute ein Reitzentrum Schwedens ist.
Die Värperör ist eine Röse (schwedisch Gravröse) aus der Bronzezeit (1800–500 v. Chr.) Sie liegt auf dem Kamm eines Bergrückens, 150 Meter südlich des namengebenden Hofes Värpeby, auf einem Gräberfeld nordwestlich von Kolbäck in Hallstahammar.

## Wirtschaft
Hallstahammar ist eine Industriegemeinde, deren Industrie auf die traditionelle eisenverarbeitende Industrie zurückgeht.

## Orte
Diese Orte sind Ortschaften (tätorter):
- Hallstahammar
- Kolbäck
- Strömsholm
- Sörstafors